# Kuća srebrnog vjenčanja
Kuća srebrnog vjenčanja ime je dano arheološkim ostacima rimske kuće u Pompejima, zatrpanoj pepelom nakon erupcije Vezuva 79. godine. Kuća je iskopana 1893. godine i dobila je ime po srebrnoj (25.) godišnjici braka Umberta i Margherite Savojske koja se održala te godine.

## Opis
Kuća se nalazi u posljednjoj sporednoj ulici Via Vesuvio, pokraj još neiskopanog dijela nalazišta. Izgrađen negdje oko 300. pr. Kr. i renoviran početkom 1. stoljeća nove ere, bio je domus bogatog stanovnika. Njegova arhitektura je klasična i nosi fini ukras u atriju, koji ima četiri visoka korintska stupa koji podupiru krov i elegantno ukrašenu eksedru. Općenito se smatra najljepšim atrijem u tetrastilu u gradu, sa svojim komluvijalnim krovom s palmetnim antefiksima i žlijebovima s lavljim glavama.
Postoje dva vrta: najveći sa središnjim bazenom i triklinijem; drugi s kupaonicom, otvorenim bazenom, kuhinjom i dnevnim boravkom s podom od mozaika, zidnim slikama i bačvastim svodom koji podupiru četiri osmerokutna stupa ukrašena imitacijom porfira.

## Daljnje čitanje
- Amery, Colin; Curran, Brian. 2002. The Lost World of Pompeii. Frances Lincoln Ltd. ISBN 978-0-7112-3262-4 |url-status=dead zahtijeva |archive-url= (pomoć)

## Vanjske poveznice
|  | Zajednički poslužitelj ima još gradiva o temi Kuća srebrnog vjenčanja |